# Gamborg Fjord
Gamborg Fjord er en fjord der fra Fænøsund i Lillebælt danner sydkysten af den vestligste del af Fyn, sydøst for Middelfart, og mod sydvest afgrænses af halvøen Fønsskov. Den er en del af EU-habitatområdet Lillebælt, og er dermed et internationalt beskyttet fuglereservat.
I Gamborg Fjord blev der drevet marsvinefangst, organiseret af et privilegeret laug i Middelfart, hvis historie går tilbage til 1593, bestående af 30 mand fordelt på 10 både; Der var tale om en betydelig fangst på omkring 4.000 dyr om året. Det forgik især foregik omkring den lille ø Svinø, der ligger i den nordlige del af fjorden, og nu er forbundet med Fyn ved to dæmninger. I slutningen af 1800-tallet blev der indført petroleum til belysning, og priserne på tran fra hvaler dalede, og i 1892 standsede man jagten, og lauget blev ophævet i 1896. Under 1. og 2. verdenskrig blev fangsten dog genoptaget, men i noget mindre omfang.
For enden af fjorden, adskilt af en dæmning ligger vådområdeprojektet Føns Vang blev oprettet i 2006. Det har et areal på 113 ha , hvoraf de ca. 102 ha er åbent vand, med et meget rigt fugleliv. 
Den nordlige sidearm kaldes Ellebæk Vig.

## Stenalderen i Gamborg Fjord
I Gamborg Fjord kendes mange submarine bopladser fra den sidste del af jægerstenalderen, fra en tid der kaldes Ertebølletiden. Her levede man som fiskere og indsamlede østers og bær fra skovene, samt jagede landvildt. Det marine liv var dog den primære fødekæde, hvorfor denne del af stenalderen også kaldes "fiskestenalderen". Den størst kendte boplads i Gamborg Fjord er Ronæs Skov, som er undersøgt over flere omgange og publiceret af arkæolog Søren H. Andersen i 2009. På grund af det stillestående havvand i fjorden, var der dannet et lag af gytje ovenpå Ertebøllebopladsen, som har sikret gunstige bevaringsforhold. Derfor er der bevaret mange genstande af især træ, men også knogle og tak, foruden flint som har en 100 % bevaringsgrad. Pga. disse forhold regnes Ronæs Skov som en af de allervigtigste bopladser fra Ertebøllekulturens yngste fase. [kilde mangler]

## Eksterne kilder og henvisninger
1. ↑  Danmark, Gyldendals Egnsbeskrivelse bd.3, Nordfyn med omliggende øer 1970
2. ↑  Om vådområdet Føns Vang Arkiveret 14. juli 2014 hos  Wayback Machine Naturstyrelsen

55°27′N 9°47′Ø / 55.45°N 9.79°Ø